# Lernaea taipila
Lernaea taipila is een eenoogkreeftjessoort uit de familie van de Lernaeidae. De wetenschappelijke naam van de soort is voor het eerst geldig gepubliceerd in 1997 door Ho & Kim I.H..